# Eupulmonata
Eupulmonata é um clado taxonómico de moluscos capazes de respirar o ar atmosférico. A vasta maioria das espécies que integram este grupo são caracóis terrestres e lesmas, mas alguns são moluscos marinhos pleustónicos ou intertidais e moluscos de habitat salgadiços que podem tolerar elevadas salinidades.

## Taxonomia lineana
- Subordem Eupulmonata Haszprunar & Huber, 1990
  - Infraordem Acteophila Dall, 1885 (= anteriormente Archaeopulmonata)
    - Superfamília Melampoidea Stimpson, 1851

  - Infraordem Trimusculiformes Minichev & Starobogatov, 1975
    - Superfamília Trimusculoidea Zilch, 1959

  - Infraordem Stylommatophora A. Schmidt, 1856 (caracóis terrestres)
    - Sub-infraordem Orthurethra
      - Superfamília Achatinelloidea Gulick, 1873
      - Superfamília Cochlicopoidea Pilsbry, 1900
      - Superfamília Partuloidea Pilsbry, 1900
      - Superfamília Pupilloidea Turton, 1831

    - SubInfraordem Sigmurethra
      - Superfamília Acavoidea Pilsbry, 1895
      - Superfamília Achatinoidea Swainson, 1840
      - Superfamília Aillyoidea Baker, 1960
      - Superfamília Arionoidea J.E. Gray in Turnton, 1840
      - Superfamília Buliminoidea Clessin, 1879
      - Superfamília Camaenoidea Pilsbry, 1895
      - Superfamília Clausilioidea Mörch, 1864
      - Superfamília Dyakioidea Gude & Woodward, 1921
      - Superfamília Gastrodontoidea Tryon, 1866
      - Superfamília Helicoidea Rafinesque, 1815
      - Superfamília Helixarionoidea Bourguignat, 1877
      - Superfamília Limacoidea Rafinesque, 1815
      - Superfamília Oleacinoidea H. & A. Adams, 1855
      - Superfamília Orthalicoidea Albers-Martens, 1860
      - Superfamília Plectopylidoidea Moellendorf, 1900
      - Superfamília Polygyroidea Pilsbry, 1894
      - Superfamília Punctoidea Morse, 1864
      - Superfamília Rhytidoidea Pilsbry, 1893
      - Superfamília Sagdidoidera Pilsbry, 1895
      - Superfamília Staffordioidea Thiele, 1931
      - Superfamília Streptaxoidea J.E. Gray, 1806
      - Superfamília Strophocheiloidea Thiele, 1926
      - Superfamília Trigonochlamydoidea Hese, 1882
      - Superfamília Zonitoidea Mörch, 1864

## Classificação cladística
Na estrutura taxoníca proposta na Taxonomia dos Gastrópodes (Bouchet & Rocroi, 2005) o agrupamento Eupulmonata é considerado um clade. Naquela classificação são estabelecidos os seguintes agrupamentos:

### Clade Eupulmonata
Contém os clades Systellommatophora e Stylommatophora
- Superfamília Trimusculoidea
  - Família Trimusculidae
- Superfamília Otinoidea
  - Família Otinidae
  - Família Smeagolidae
- Superfamília Ellobioidea
  - Família Ellobiidae

#### CladeSystellommatophora(Gymnomorpha)
- Superfamília Onchidioidea
  - Família Onchidiidae
- Superfamília Veronicelloidea
  - Família Veronicellidae
  - Família Rathouisiidae

#### CladeStylommatophora
Inclui os subclades Elasmognatha, Orthurethra e o grupo informal Sigmurethra

#### SubcladeElasmognatha
- Superfamília Succineoidea
  - Família Succineidae
- Superfamília Athoracophoroidea
  - Família Athoracophoridae

#### SubcladeOrthurethra
- Superfamília Partuloidea
  - Família Partulidae
  - Família Draparnaudiidae
- Superfamília Achatinelloidea
  - Família Achatinellidae
- Superfamília Cochlicopoidea
  - Família Cochlicopidae
  - Família Amastridae
- Superfamília Pupilloidea
  - Família Pupillidae
  - Família Argnidae
  - Família Chondrinidae
  - † Família Cylindrellinidae
  - Família Lauriidae
  - Família Orculidae
  - Família Pleurodiscidae
  - Família Pyramidulidae
  - Família Spelaeodiscidae
  - Família Strobilopsidae
  - Família Valloniidae
  - Família Vertiginidae
- Superfamília Enoidea
  - Família Enidae
  - Família Cerastidae

#### Grupo informalSigmurethra
- Superfamília Clausilioidea
  - Família Clausiliidae
  - † Família Anadromidae
  - † Família Filholiidae
  - † Família Palaeostoidae
- Superfamília Orthalicoidea
  - Família Orthalicidae
  - Família Cerionidae
  - Família Coelociontidae
  - † Família Grangerellidae
  - Família Megaspiridae
  - Família Placostylidae
  - Família Urocoptidae
- Superfamília Achatinoidea
  - Família Achatinidae
  - Família Ferussaciidae
  - Família Micractaeonidae
  - Família Subulinidae
- Superfamília Aillyoidea
  - Família Aillyidae
- Superfamília Testacelloidea
  - Família Testacellidae
  - Família Oleacinidae
  - Família Spiraxidae
- Superfamília Papillodermatoidea
  - Família Papillodermatidae
- Superfamília Streptaxoidea
  - Família Streptaxidae
- Superfamília  Rhytidoidea
  - Família Rhytididae
  - Família Chlamydephoridae
  - Família Haplotrematidae
  - Família Scolodontidae
- Superfamília Acavoidea
  - Família Acavidae
  - Família Caryodidae
  - Família Dorcasiidae
  - Família Macrocyclidae
  - Família Megomphicidae
  - Família Strophocheilidae
- Superfamília Punctoidea
  - Família Punctidae
  - † Família Anastomopsidae
  - Família Charopidae
  - Família Cystopeltidae
  - Família Discidae
  - Família Endodontidae
  - Família Helicodiscidae
  - Família Oreohelicidae
  - Família Thyrophorellidae
- Superfamília Sagdoidea
  - Família Sagdidae

#### "Clade Limacoide"
- Superfamília Staffordioidea
  - Família Staffordiidae
- Superfamília Dyakioidea
  - Família Dyakiidae
- Superfamília Gastrodontoidea
  - Família Gastrodontidae
  - Família Chronidae
  - Família Euconulidae
  - Família Oxychilidae
  - Família Pristilomatidae
  - Família Trochomorphidae
  - Taxa fósseis provavelmente pertencentes aos Gastrodontoidea
    - Subfamília † Archaeozonitinae
    - Subfamília † Grandipatulinae
    - Subfamília † Palaeoxestininae
- Superfamília Parmacelloidea
  - Família Parmacellidae
  - Família Milacidae
  - Família Trigonochlamydidae
- Superfamília Zonitoidea
  - Família Zonitidae
- Superfamília Helicarionoidea
  - Família Helicarionidae
  - Família Ariophantidae
  - Família Urocyclidae
- Superfamília Limacoidea
  - Família Limacidae
  - Família Agriolimacidae
  - Família Boettgerillidae
  - Família Vitrinidae
- Superfamília Arionoidea
  - Família Arionidae
  - Família Anadenidae
  - Família Ariolimacidae
  - Família Binneyidae
  - Família Oopeltidae
  - Família Philomycidae
- Superfamília Helicoidea
  - Família Helicidae
  - Família Bradybaenidae
  - Família Camaenidae
  - Família Cepolidae
  - Família Cochlicellidae
  - Família Elonidae
  - Família Epiphragmophoridae
  - Família Halolimnohelicidae
  - Família Helicodontidae
  - Família Helminthoglyptidae
  - Família Humboldtianidae
  - Família Hygromiidae
  - Família Monadeniidae
  - Família Pleurodontidae
  - Família Polygyridae
  - Família Sphincterochilidae
  - Família Thysanophoridae
  - Família Trissexodontidae
  - Família Xanthonychidae